# Horodîșcenske, Jîdaciv
Horodîșcenske (în ucraineană Городищенське) este un sat în comuna Otînevîci din raionul Jîdaciv, regiunea Liov, Ucraina.

## Demografie
Componența lingvistică a localității Horodîșcenske
     Ucraineană (99,82%)
     Alte limbi (0,18%)
Conform recensământului din 2001, majoritatea populației localității Horodîșcenske era vorbitoare de ucraineană (99,82%), existând în minoritate și vorbitori de alte limbi.